# زبون (رداء)
الزبون من الملابس التقليدية النجدية السعودية. رداء طويل حتى الكعبين، له كمان طويلان حتى الرسغين مع فتحة طولها نحو قدم واحد، في نهاية كل كم من ناحية ساعد اليد. الزبون لباس شتائي، يلبس فوق ثوب قصير حتى الركبة، ليبطن حتى نصفه الأعلى بقماش من قماش الزبون نفسه ولكنه من اللون نفسه أو مقارب له مفتوح من الأمام وبلا ياقة، يلف حول البطن (الجهة اليمنى أولاً ثم الجهة اليسرى) ويثبت على البطن بوساطة الحزام أو (الحياصة). كان الزبون مغلقاً من الصدر حيث كان يزرر تحت الحنك ثم تطورت خياطته فأصبح الزبون مفتوح الصدر على شكل رقم 7 بالأعداد العربية، لذا استعملت معه الرخصة. تفصل الزبنات (جمع زبون) لدى خياط خاص من أقمشة خاصة بها تسمى طاقات، وللزبون جيبان جانبيان، واحد في الجهة اليمنى والآخر في الجهة اليسرى مع جيب مخفي (بالعب الايسر) كما له جاكات في كل جانب طوله من تحت الركبة بقليل حتى الأسفل تبطن نهايات الزبون بقماش خاص وبعرض لا يتجاوز العقتين كما تبطن نهايات الأكمام ببطانة الحاشية نفسها، غالباً ما كانت تقلب نهاية كم الزبون فتظهرالبطانة ولذلك فمعظم لابسي الزبون يعتنون بهذه الناحية فيطلبون من الخياط وضع بطانة فاخرة لاسيما الشباب.

## الفرق بين الصاية والزبون
الصاية كالزبون تماماً إلا أنها تختلف عنه كونها من الملابس الصيفية فلا تبطن وليس لها أكمام حيث ترتدى تحت السترة وهناك بعض أصحاب المصالح يرتدون الصاية بلا سترة فتخيط لصاياتهم عندئذ أكمام كأكمام الزبون.